# Sandwich Range
Die Sandwich Range ist eine Bergkette in den White Mountains von New Hampshire in den USA, nördlich der Lakes Region und südlich des Kancamagus Highway.
Die Sandwich Range erstreckt sich in Ost-West-Richtung etwa 48 km von Conway am Saco River bis Campton am Pemigewasset River. Der Kancamagus Highway verläuft entlang der Nordseite der Berge von Conway nach North Woodstock. Der höchste Gipfel der Bergkette ist der Mount Tripyramid mit einer Höhe von 1270 m.
Der östliche Teil des Gebirges entwässert über verschiedene Flüsse in den Saco River und von dort in den Atlantischen Ozean bei Saco. Der westliche Teil entwässert in den East Branch Pemigewasset River und den Mad River, von dort in den Pemigewasset River, Merrimack River und ins Meer bei Newburyport. Die Bergkette hat denselben Namen wie die Stadt Sandwich am westlichen Ende der Kette. Im Süden liegen die Ossipee Mountains und der alte vulkanische Ring-Dyke des Mount Shaws.

## Gipfel
Zu den Gipfeln der Bergkette gehören unter anderem:
- Mount Chocorua (1060 m)
- Mount Kancamagus (1147 m)
- Mount Passaconaway (1232 m)
- Mount Paugus (975 m)
- Mount Tripyramid (1270 m)
- Mount Whiteface (1230 m)
- Mount Wonalancet (840 m)
- Sandwich Mountain (1217 m)
- The Sleepers (1180 m)

## Wildnis
Die Sandwich Range Wilderness wurde 1984 als Teil des National Wilderness Preservation System zum Schutz des zerklüfteten südöstlichen Teils der White Mountains gegründet. Das 142,87 km² große Wildnisgebiet liegt vollständig im White Mountain National Forest und wird vom United States Forest Service verwaltet. Das Wildnisgebiet umfasst (von West nach Ost): Sandwich Mountain, Mount Tripyramid, The Sleepers, Mount Whiteface, Mount Passaconaway und Mount Paugus.